# Barrmaelia
Barrmaelia — рід грибів родини Barrmaeliaceae. Назва вперше опублікована 1995 року.

## Класифікація
До роду Barrmaelia відносять 7 видів:
- Barrmaelia macrospora
- Barrmaelia moravica
- Barrmaelia oxyacanthae
- Barrmaelia picacea
- Barrmaelia pseudobombarda
- Barrmaelia rhamnicola
- Barrmaelia sustenta